# Samuel Edney
Samuel Edney –conocido como Sam Edney– (Calgary, 29 de junio de 1984) es un deportista canadiense que compite en luge en la modalidad individual.
Participó en cuatro Juegos Olímpicos de Invierno, entre los años 2006 y 2018, obteniendo una medalla de plata en Pyeongchang 2018, en la prueba por equipo (junto con Alex Gough, Tristan Walker y Justin Snith).
Ganó tres medallas en el Campeonato Mundial de Luge entre los años 2012 y 2015.

## Palmarés internacional
| Juegos Olímpicos   | Juegos Olímpicos            | Juegos Olímpicos  | Juegos Olímpicos |
| Año                | Lugar                       | Medalla           | Prueba           |
| ------------------ | --------------------------- | ----------------- | ---------------- |
| 2018               | Pyeongchang (Corea del Sur) | Medalla de plata  | Equipo           |
| Campeonato Mundial |                             |                   |                  |
| Año                | Lugar                       | Medalla           | Prueba           |
| 2012               | Altenberg (Alemania)        | Medalla de bronce | Equipo           |
| 2013               | Whistler (Canadá)           | Medalla de plata  | Equipo           |
| 2015               | Sigulda (Letonia)           | Medalla de bronce | Equipo           |